# Герлаховський пік

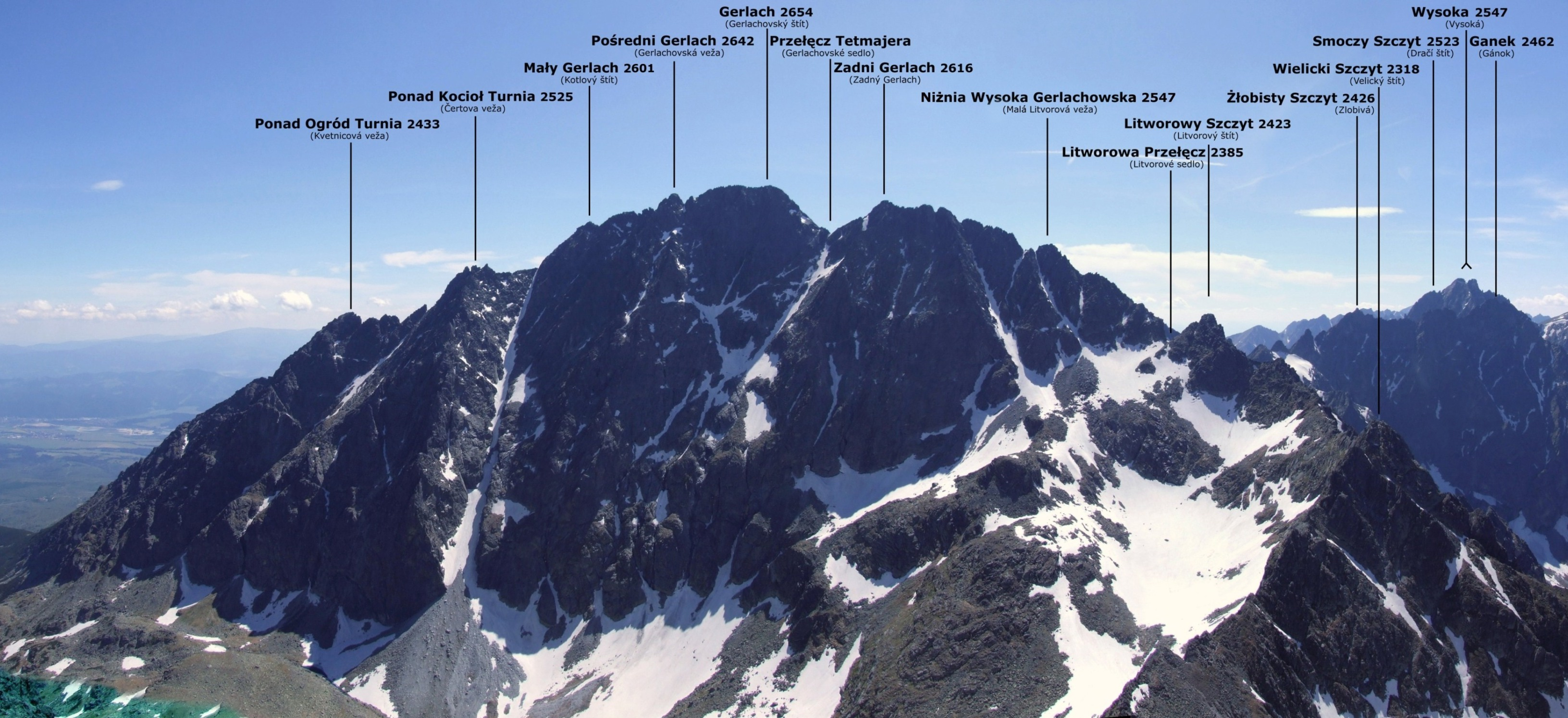

Шпиль Герлах 3D

Герлаховський пік, або Ґерлаховски-Штіт (словац. Gerlachovský štít) — найвища вершина Високих Татр і усіх Карпат, висота над рівнем моря 2654,4 м. Розташовується на Пряшівщині в Словаччині.
Гора складається з гранітів. Входить до складу Татранського національного парку. Вершина є частиною Корони Європи та Великої Корони Татр.

## Назви
Назва гори походить від містечка Герлахів, розміщеного біля підніжжя гори. Штит у перекладі зі словацької означає шпиль, вершина. У XVIII столітті використовувалась німецька назва Кессельберг (нім. Kösselberg). Першою словацькою назвою була Котел (словац. Kotol). Після з'ясування того, що Герлахівка є найвищою горою Карпат, нею зацікавилась влада Австро-Угорської імперії і з 1896 по 1918 роки гора називалась іменем імператора Франца Йосипа І. Чехословацький уряд у 1923 році замінив назву на Шпиль легіонерів (Štít Legionárov). З 1932 року вершина носить нинішню назву. Однак у 1949 році гора була перейменована на Пік Сталіна, і називалась так до 1959 року, коли їй була остаточно повернена назва «Герлаховський пік».

## Історія
За часів Австро-Угорщини гора не завжди вважалась найвищою в Карпатах і тривалий час це звання утримували інші вершини. З 1838 року було встановлено, що вершина справді є найвищою, однак остаточно це було затверджено лише у 1875 році.

## Сьогодення
Герлаховський пік є дуже популярним серед туристів та альпіністів. Проте сьогодні самостійний доступ на гору заборонений словацькою владою і піднятись на неї можна лише у супроводі спеціального провідника. Найкращим часом для сходження вважається період між червнем та вереснем, коли на горі немає снігу.

## Галерея
|                    |
| З Веліцької долини |

|                   |
| З південного боку |

|                  |
| З села Гозелець. |